# Rancho Murieta
Rancho Murieta és una concentració de població designada pel cens dels Estats Units a l'estat de Califòrnia. Segons el cens del 2000 tenia 4.193 habitants.

## Demografia
Segons el cens del 2000, Rancho Murieta tenia 4.193 habitants, 1.783 habitatges, i 1.408 famílies. La densitat de població era de 136 habitants/km².
Dels 1.783 habitatges en un 23,7% hi vivien nens de menys de 18 anys, en un 73,6% hi vivien parelles casades, en un 3,5% dones solteres, i en un 21% no eren unitats familiars. En el 17,9% dels habitatges hi vivien persones soles el 8,6% de les quals corresponia a persones de 65 anys o més que vivien soles. El nombre mitjà de persones vivint en cada habitatge era de 2,35 i el nombre mitjà de persones que vivien en cada família era de 2,64.
Per edats la població es repartia de la següent manera: un 18,8% tenia menys de 18 anys, un 2,6% entre 18 i 24, un 21,6% entre 25 i 44, un 35% de 45 a 60 i un 21,9% 65 anys o més.
L'edat mediana era de 49 anys. Per cada 100 dones de 18 o més anys hi havia 92,6 homes.
La renda mediana per habitatge era de 82.130 $ i la renda mediana per família de 89.635 $. Els homes tenien una renda mediana de 70.382 $ mentre que les dones 36.923 $. La renda per capita de la població era de 44.010 $. Entorn de l'1,8% de les famílies i el 2% de la població estaven per davall del llindar de pobresa.

## Poblacions més properes
El següent diagrama mostra les poblacions més properes.